# Manio Emilio Mamercino
Manio Emilio Mamercino (latino: Manius Aemilius Mamercinus; fl. V secolo a.C.) è stato un politico romano.

## Consolato
Fu console nel 410 a.C. con Gaio Valerio Potito Voluso.
In quell'anno Valerio condusse una campagna contro i Volsci ed Equi, con i quali si contendevano Carvento, città della lega latina. La riconquistarono per un breve periodo ma ricadde in mano degli Equi, ed i consoli dell'anno successivo, Gneo Cornelio Cosso e Lucio Furio Medullino, non furono in grado di riprendersela.

## Primo tribunato consolare
Nel 405 a.C. fu eletto tribuno consolare con Aulo Manlio Vulsone Capitolino, Quinto Quinzio Cincinnato, Lucio Furio Medullino, Gaio Giulio Iullo e Tito Quinzio Capitolino Barbato.
Roma portò guerra a Veio, assediando la città, che non riuscì a convincere le altre città etrusche a scendere in guerra contro Roma.
(Tito Livio, "Ab Urbe Condita", IV, 4, 61)

## Secondo tribunato consolare
Nel 403 a.C. fu eletto, per la seconda volta, tribuno consolare con Marco Quintilio Varo, Lucio Valerio Potito, Appio Claudio Crasso, Lucio Giulio Iullo, Marco Furio Fuso.
(Tito Livio,Ab Urbe Condita, V,1)
Mentre i Romani assediavano Veio, costruendo terrapieni, macchine d'assedio (vinea, torri e testuggini), fortini per controllare il territorio, i Veienti videro frustrati i tentativi di coinvolgere le altre città etrusche nella guerra contro Roma.
Si giunse così all'inverno, con la straordinaria decisione di mantenere l'esercito in armi ad assediare Veio, per impedire che tutte le opere realizzate e tutti i progressi realizzati fossero vanificati dai Veienti, per l'abbandono del teatro di guerra (fino ad allora durante i mesi autunnali ed invernali le campagne militari venivano sospese, ed i soldati-cittadini tornavano in città per seguire le loro normali occupazioni).
La decisione trovò la ferma opposizione dei tribuni della plebe.
(Tito Livio,Ab Urbe Condita, V, 2)
Solo l'intervento di Appio Claudio Crasso, che con le sue celebri orazioni contrastava la polemica dei tribuni ed un'improvvisa sortita dei veienti, per distruggere le opere d'assedio romane,riuscì a riportare la concordia tra gli ordini sociali, e a far accettare come necessaria la decisione di mantenere l'esercito in armi anche per l'inverno.

## Terzo tribunato consolare
Nel 401 a.C. fu eletto tribuno consolare con Lucio Valerio Potito, Marco Furio Camillo, Lucio Giulio Iullo, Gneo Cornelio Cosso e Cesone Fabio Ambusto.
Durante l'anno la città fu percorsa da grandi polemiche, alimentate dai tribuni della plebe per la cattiva conduzione della guerra, con il grave rovescio subito dai romani nell'assedio di Veio causata dai dissidi sorti tra i due tribuni consolari Manio Sergio Fidenate e Lucio Verginio Tricosto Esquilino, per la decisione di mantenere i soldati in servizio anche durante l'inverno per sostenere l'assedio di Veio (quando il normale periodo di leva durava dalla primavera all'estate), e per la necessità di nuovi tributi per sostenere le spese di guerra (era stato deciso che i soldati sarebbero stati pagati dallo Stato per il periodo che prestavano il servizio militare).
(Tito Livio, "Ab Urbe Condita", V, 12.)
Alla fine i Tribuni della plebe portarono in giudizio Sergio Fidenate e Lucio Verginio, per la pessima conduzione della guerra; i due furono condanni ad una pena pecuniaria di 10.000 assi pesanti.
Sul fronte militare i romani, condotti da Manio Emilio e Cesone Fabio, riconquistarono le posizioni perse l'anno precedente a Veio, mentre Anxur fu posta sotto assedio dai soldati guidati da Valerio Potito.